# Daniel Škarka
Daniel Škarka (geboren am 13. Mai 2006 in Vsetín) ist ein tschechischer Skispringer. 

## Werdegang
Daniel Škarka nahm das erste Mal an einem internationalen Wettkampf teil, als er bei einem Kinderwettbewerb 2018 in Ruhpolding den vierten Platz belegte. In der gleichen Saison gab er sein Debüt im Alpencup und konnte ein paar Punkte erzielen. Bis zur Saison 2021/22, in der ihm das erneut gelang, sprang er nur im Alpencup. 2022 nahm er an den Juniorenweltmeisterschaften in Zakopane teil, wo er im Team Siebter wurde. Im Einzel wurde ihm der Start nicht erlaubt (NPS). Am 13. August 2022 debütierte Skarka in Frenstat im FIS-Cup, wo ihm in einem von zwei Wettkämpfen eine Top-30-Platzierung gelang. Weitere FIS-Cup-Punkte gelangen ihm (Stand Oktober 2023) nicht mehr, dafür aber einige Punkte im Alpencup, darunter auch zwei sechste Plätze in Kranj. 
2023 nahm Skarka an den Juniorenweltmeisterschaften in Whistler (33. im Einzel, Achter im Mixed-Team), dem Europäischen Olympischen Winterjugendfestival (Neunter im Einzel, Fünfter im Team) und den Europaspielen (NPS auf der Normalschanze, 53. von der Großschanze) teil.